# Miss Nicaragua 2019
La 37.ª edición de Miss Nicaragua, correspondiente al año 2019, se realizó el 17 de agosto de 2019 en el Holiday Inn Convention Center. Las 10 mujeres de diferentes partes del país compitieron por el título y la corona, Al final del evento Ingger Zepeda primera finalista de Miss Nicaragua 2018 de Managua coronó a su sucesora Inés López de Managua quién representó a la nación en Miss Universo 2019.

## Historia
Miss Nicaragua 2019 se realizó el día sábado 17 de agosto del 2019 en el Holiday Inn Convention Center; La 37.ª edición del certamen Miss Nicaragua ha sido la más confusa y esperada, debido a que se dudaba de la realización de ésta, ya que la crisis sociopolítica que enfrenta Nicaragua ha afectado en todos los sectores.
La organización Miss Nicaragua anualmente realizaba el certamen fielmente en el mes de marzo, por lo que la «no» realización en dicho mes y la falta de pronunciación por parte de la organización conllevó a rumores y dudas ante la edición.
Fue el 14 de junio de 2019 que la organización finalmente anuncia la realización del evento con algunos cambios significativos, pero aclarando las dudas y proporcionando fechas de inscripción, casting y gala final; la encargada de brindar la información fue la señora Karen Celebertti, directora de Miss Nicaragua a través de un Facebook Live.
El 23 de julio de 2019, Adriana Paniagua, Miss Nicaragua 2018 vía Facebook Live confirmó que lastimosamente no entregará la corona a su sucesora, esto por su propia seguridad ya que no puede regresar a Nicaragua debido a amanezas por parte del gobierno.
El 27 de julio de 2019 se realizó la presentación oficial de las candidatas a Miss Nicaragua 2019, evento transmitido en vivo por la red social Facebook, las 10 candidatas se presentaron ante el público en el Holiday Inn Convention Center, desfilaron diseños nicaragüenses y respondieron cortas preguntas, Valeria Sánchez y Jorge Hurtado fueron los encargados de animar el evento.

## Candidatas
10 candidatas competirán por el título: (En la siguiente tabla se ubica el departamento o municipio que representa, nombre completo de la candidata, edad, estatura exacta y profesión o estudios):
| Representación     | Concursante            | Edad | Estatura (m) | Profesión                                     |
| ------------------ | ---------------------- | ---- | ------------ | --------------------------------------------- |
| Carazo             | Hellen Rojas           | 20   | 1.65         | Ingeniera Industrial                          |
| Costa Caribe Norte | Waymara Antonio        | 22   | 1.71         | Estilismo                                     |
| Estelí             | Ingrid Tatiana Pérez   | 26   | 1.73         | Administración de negocios y notaria pública. |
| Jinotega           | Sugey Ruiz             | 26   | 1.67         | Ingeniera Industrial                          |
| León               | Allison Lacayo         | 18   | 1.67         | Estudiante de Derecho.                        |
| Managua            | Emily Julieta Morán    | 20   | 1.68         | Estudiante de Odontología                     |
| Managua            | Inés López Sevilla     | 19   | 1.76         | Derecho Internacional                         |
| Managua            | Jocelyn Berríos        | 19   | 1.65         | Estudiante de Diseño y comunicación visual    |
| Managua            | Yorlene Esther Duarte  | 19   | 1.67         | Estudiante de Medicina                        |
| Masaya             | María Celeste Esquivel | 20   | 1.67         | Ingeniera Industrial                          |

## Resultados
| Resultado final             | Puesto de Candidatas          |
| --------------------------- | ----------------------------- |
| Miss Nicaragua 2019         | Managua - Inés López Sevilla  |
| (Miss Charm Nicaragua 2020) | Jinotega - Sugey Ruiz         |
| Segunda Finalista           | Managua - Emily Julieta Morán |
| Tercera Finalista           | Managua - Jocelyn Berríos     |
| Cuarta Finalista            | Estelí - Ingrid Tatiana Pérez |

## Datos sobre el certamen
- Es primera vez que Miss Nicaragua se realiza en el mes de agosto, anualmente se realizaba en el mes de marzo.

- Después de más de una década el Teatro Nacional Rubén Darío deja de ser sede oficial del certamen.

- Se realizó un único casting final en donde se escogieron a 10 semifinalistas.

- Se eliminó la competencia de trajes nacionales.

- Miss Nicaragua 2019 no fue transmitido por señal simultánea como en años anteriores, si no vía Internet únicamente.

- Adriana Paniagua Miss Nicaragua 2018 es la Miss Nicaragua con el reinado más largo de la historia, reinando durante 17 meses.

- Adriana Paniagua Miss Nicaragua 2018 no entregó corona a su sucesora por inseguridad personal debido a la crisis del país, es la segunda reina que no entregó corona, la primera fue Nastassja Bolívar en el año 2013 luego de ser destituida por la organización.

## Premios
- Rostro más bello: Jocelyn Berríos
- Estilo e imagen impecable: Emily Morán
- Mejor Sonrisa: Emily Morán
- Emprendiendo a ser Miss: Ingrid Pérez
- Miss Fotogénica: Jocelyn Berríos